# Fidelis Andria 2018 2021-2022
Questa voce raccoglie le informazioni riguardanti la Fidelis Andria 2018 nelle competizioni ufficiali della stagione 2021-2022.

## Stagione
Ritornata in Serie C, dopo il terzo posto della scorsa stagione tra i dilettanti, grazie al ripescaggio, la stagione 2021-2022 è per il Fidelis Andria la 15ª partecipazione nella terza serie del Campionato italiano di calcio, dopo le tre stagioni disputate in Serie D. Disputa il girone C, con 30 punti ottiene il diciassettesimo posto, per salvarsi gioca e vince il Play-out contro la Paganese, vince (1-0) in casa e perde (1-0) a Pagani, ma resta in Serie C grazie al miglior piazzamento in campionato. Così retrocedono in Serie D Paganese e Vibonese. Ottimo invece il percorso della Fidelis Andria nella Coppa Italia di Serie C dove nel primo turno elimina (0-1) il Bari, nel secondo turno supera (2-1) la Virtus Francavilla dopo i tempi supplementari, negli ottavi di finale vince a Foggia, imponendosi sui satanelli (2-3) allo Zaccheria, nei quarti di finale elimina (1-0) il Piacenza, si ferma nella doppia semifinale di fronte agli altoatesini del Sudtirol, che si impongono in entrambe le gare (0-4) e (3-1).

## Divise e sponsor
| Casa | Trasferta |

## Organigramma societario
Area direttiva
- Presidente: Aldo Roselli
- Vicepresidente: Giuseppe Catapano
- Direttore sportivo: Pasquale Logiudice

Area tecnica
- Allenatore:  Vito Di Bari e Nicola Di Leo
- Preparatore atletico: Giuseppe Ciciriello
- Preparatore dei portieri: Nicola Di Leo

## Risultati

### Serie C - girone C

#### Girone di andata
| Arbitro: | Saia (Palermo) |

|           |           |                |
| Casoli 1’ | Marcatori | 28’ Bentivegna |

| Arbitro: | Di Cairano (Ariano Irpino) |

|                 |           |  |
| Šipos 9’, 45+1’ | Marcatori |  |

| Arbitro: | Di Graci (Como) |

|  |           |               |
|  | Marcatori | 90+2’ Tulissi |

| Arbitro: | Costanza (Agrigento) |

|             |           |                   |
| Di Noia 39’ | Marcatori | 89’ L. Sorrentino |

| Arbitro: | Maggio (Lodi) |

|               |           |                                                |
| Tenkorang 64’ | Marcatori | 55’ (rig.) Di Piazza 67’ Bubas 90+3’ Bolognese |

| Arbitro: | Feliciani (Teramo) |

|  |           |                                          |
|  | Marcatori | 31’ A. Curcio 62’ A. Ferrante 65’ Merola |

| Arbitro: | Perenzoni (Rovereto) |

|                                              |           |              |
| Scognamillo 3’ L. Martinelli 43’ Verna 90+2’ | Marcatori | 41’ Benvenga |

| Arbitro: | Acanfora (Castellammare di Stabia) |

|                         |           |  |
| Ferreira 60’ Coccia 75’ | Marcatori |  |

| Arbitro: | Galipò (Firenze) |

|                     |           |                            |
| Benvenga 65’ (rig.) | Marcatori | 62’ (rig.) A. De Francesco |

| Arbitro: | Panettella (Bari) |

|                                   |           |              |
| Saraniti 68’ (rig.) Santarpia 73’ | Marcatori | 52’ Sabatino |

| Arbitro: | Di Francesco (Ostia Lido) |

|              |           |  |
| Venturini 8’ | Marcatori |  |

| Arbitro: | Emmanuele (Pisa) |

|               |           |  |
| Jefferson 37’ | Marcatori |  |

| Arbitro: | Caldera (Como) |

|  |           |                        |
|  | Marcatori | 27’ Brunori 63’ Almici |

| Arbitro: | Scarpa (Collegno) |

|  |           |           |
|  | Marcatori | 49’ Gaeta |

| Arbitro: | Fontani (Siena) |

|  |           |                                      |
|  | Marcatori | 20’ (rig.), 72’ Antenucci 38’ Paponi |

| Arbitro: | Monaldi (Macerata) |

|                         |           |                                            |
| Catania 2’ Adorante 70’ | Marcatori | 13’ Di Piazza 25’ (rig.) Bubas 83’ Alberti |

| Arbitro: | Angelucci (Foligno) |

|                            |           |                                                        |
| Venturini 44’ Casoli 45+2’ | Marcatori | 42’ M. D'Angelo 77’ E. Esposito 90+5’ (rig.) Pitarresi |

| Arbitro: | Delrio (Reggio Emilia) |

|            |           |  |
| Buglio 58’ | Marcatori |  |

| Arbitro: | Cascone (Nocera Inferiore) |

|           |           |                            |
| Bubas 32’ | Marcatori | 45+2’ Starita 49’ Bizzotto |

#### Girone di ritorno
| Arbitro: | Centi (Viterbo) |

|                   |           |              |
| Eusepi 12’ (rig.) | Marcatori | 6’ Di Piazza |

| Arbitro: | Di Marco (Ciampino) |

|           |           |              |
| Risolo 6’ | Marcatori | 55’ Russotto |

| Arbitro: | Maranesi (Ciampino) |

|                  |           |  |
| Mastropietro 34’ | Marcatori |  |

| Vibo Valentia 23 gennaio 2022 23ª giornata | Vibonese         | 0 – 0 | Fidelis Andria | Stadio Luigi Razza\| Arbitro: \| Gualtieri (Asti) \| |
| Arbitro:                                   | Gualtieri (Asti) |       |                |                                                      |

| Arbitro: | Di Cairano (Ariano Irpino) |

|  |           |               |
|  | Marcatori | 77’ Tenkorang |

| Arbitro: | Tremolada (Monza) |

|                 |           |                 |
| A. Ferrante 62’ | Marcatori | 53’ Bonavolontà |

| Arbitro: | Carrione (Castellammare di Stabia) |

|  |           |                       |
|  | Marcatori | 17’ (rig.) F. Vázquez |

| Arbitro: | Feliciani (Teramo) |

|               |           |             |
| Di Piazza 14’ | Marcatori | 43’ Cuppone |

| Avellino 19 febbraio 2022 28ª giornata | Avellino             | 2 – 0 | Fidelis Andria | Stadio Partenio\| Arbitro: \| Perenzoni (Rovereto) \| |
| Arbitro:                               | Perenzoni (Rovereto) |       |                |                                                       |

| Arbitro: | Acanfora (Castellammare di Stabia) |

|                                  |           |  |
| Bubas 8’ Gaeta 50’ Monterisi 81’ | Marcatori |  |

| Arbitro: | Virgilio (Trapani) |

|              |           |  |
| Leonetti 77’ | Marcatori |  |

| Arbitro: | Fontani (Siena) |

|         |           |              |
| Urso 7’ | Marcatori | 57’ Carletti |

| Arbitro: | Monaldi (Macerata) |

|              |           |                |
| Luperini 85’ | Marcatori | 17’ A. Messina |

| Arbitro: | Bitonti (Bologna) |

|                 |           |  |
| Urso 22’ (rig.) | Marcatori |  |

| Bari 27 marzo 2022 34ª giornata | Bari              | 0 – 0 | Fidelis Andria | Stadio San Nicola\| Arbitro: \| Tremolada (Monza) \| |
| Arbitro:                        | Tremolada (Monza) |       |                |                                                      |

| Andria 3 aprile 2022 35ª giornata | Fidelis Andria  | 0 – 0 | Messina | Stadio degli Ulivi\| Arbitro: \| Kumara (Verona) \| |
| Arbitro:                          | Kumara (Verona) |       |         |                                                     |

| Arbitro: | Cavaliere (Paola) |

|                               |           |  |
| Gerardi 5’, 60’ Pitarresi 66’ | Marcatori |  |

| Andria 16 aprile 2022 37ª giornata | Fidelis Andria    | 0 – 0 | Monterosi Tuscia | Stadio degli Ulivi\| Arbitro: \| Panettella (Bari) \| |
| Arbitro:                           | Panettella (Bari) |       |                  |                                                       |

| Arbitro: | Costanza (Agrigento) |

|                           |           |              |
| Piccinni 19’ Borrelli 88’ | Marcatori | 42’ Benvenga |

### Play-out
| Arbitro: | Rutella (Enna) |

|              |           |  |
| Cretella 35’ | Marcatori |  |

| Arbitro: | Gualtieri (Asti) |

|                |           |  |
| Sorrentino 37’ | Marcatori |  |

### Coppa Italia Serie C
| Arbitro: | Di Marco (Ciampino) |

|  |           |                  |
|  | Marcatori | 38’ (rig.) Bubas |

| Arbitro: | Carrione (Castellammare di Stabia) |

|                               |           |           |
| Bubas 90’ (rig.) Di Noia 117’ | Marcatori | 66’ Enyan |

| Arbitro: | Angelucci (Foligno) |

|                     |           |                              |
| Garofalo 45+2’, 70’ | Marcatori | 33’ Bubas 57’, 79’ Di Piazza |

| Arbitro: | Cavaliere (Paola) |

|           |           |  |
| Bubas 25’ | Marcatori |  |

#### Semifinali
| Arbitro: | Fiero (Pistoia) |

|  |           |                                                              |
|  | Marcatori | 13’ (rig.) Casiraghi 36’ Odogwu 70’ Fink 76’ (aut.) Nunzella |

| Arbitro: | Pascarella (Nocera Inferiore) |

|                                 |           |            |
| Fischnaller 39’, 57’ Mawuli 42’ | Marcatori | 33’ Ortesi |

## Statistiche

### Statistiche di squadra
| Competizione         | Punti | In casa | In casa | In casa | In casa | In casa | In casa | In trasferta | In trasferta | In trasferta | In trasferta | In trasferta | In trasferta | Totale | Totale | Totale | Totale | Totale | Totale | DR  |
| Competizione         | Punti | G       | V       | N       | P       | Gf      | Gs      | G            | V            | N            | P            | Gf           | Gs           | G      | V      | N      | P      | Gf     | Gs     | DR  |
| -------------------- | ----- | ------- | ------- | ------- | ------- | ------- | ------- | ------------ | ------------ | ------------ | ------------ | ------------ | ------------ | ------ | ------ | ------ | ------ | ------ | ------ | --- |
| Serie C              | 30    | 18      | 3       | 7       | 8       | 13      | 21      | 18           | 3            | 5            | 10           | 13           | 24           | 36     | 6      | 12     | 18     | 26     | 45     | -19 |
| Playout Serie C      | 0     | 1       | 1       | 0       | 0       | 1       | 0       | 1            | 0            | 0            | 1            | 0            | 1            | 2      | 1      | 0      | 1      | 1      | 1      | 0   |
| Coppa Italia Serie C | 0     | 3       | 2       | 0       | 1       | 3       | 5       | 3            | 2            | 0            | 1            | 5            | 5            | 6      | 4      | 0      | 2      | 8      | 10     | -2  |
| Totale               | 30    | 22      | 6       | 7       | 9       | 17      | 26      | 22           | 5            | 5            | 12           | 18           | 30           | 44     | 11     | 12     | 21     | 35     | 56     | -21 |